# 尖吻蝮
尖吻蝮屬（學名：Deinagkistrodon acutus），是蛇亞目蝰蛇科蝮亞科下的一個有毒單型蛇屬，屬下只有尖吻蝮（D. acutus）一種，為排毒量大，攻击性强，毒性亦较强的大型蛇类，又名尖吻蝮。尖吻蝮俗名甚多，又稱白花蛇、百花蛇、五步蛇、七步蛇、蘄蛇、山谷虌、中華蝮，中醫《開寶本草》命其名為褰鼻蛇，是亞熱帶地區內相當著名的蛇種，尤其在華南一帶更是自古已備受重視的蛇類，為台灣六大毒蛇之一。目前未有任何亞種被確認，屬於單型種。

## 特徵
成年的尖吻蝮能達91至121公分長，目前最長紀錄是154.5公分。牠們的頭部尖端呈突出狀，被形容為短小的鱗角，這枚鱗角根據各蛇體質之異而長度不一。尖吻蝮的头部长有颊窝，即红外线感受器。
紋理結構方面，尖吻蝮的身體多以灰色或棕色為主要基調，再配合較淺色的呈三角形棕灰色紋案，深淺各異的三角紋錯落相繼，組成節理分明的軀體。尖吻蝮具备大而长，且形状倒钩的管狀毒牙。

## 地理分布
尖吻蝮主要分布於中國南方，大巴山-大别山以南一线直到越南-两广北部、台湾的广大山区都有活动，在极少数地区，它也出现在低丘平原地带，比如湖南南部，及越南北部和寮國。其標準產地未有明確的記載，但學者皮禮特（Pratt）及邦普（Pope）曾先後提出應為「中國湖北省」。在大英自然歷史博物館的目錄中，則列明此蛇種的產地為「九江廬山」。

## 習性
尖吻蝮多出沒於山坡地帶，喜歡棲息於多岩石的地貌之中，能存活於海拔100米至1,400米之間。 牠們多於晚間或清晨活動，其它時候則會蜷伏於岩石縫或樹葉堆裡，以其狀似亂石的體紋掩藏自己的行蹤。受到攻擊或騷擾時，牠們的反應一般比較遲緩，但仍能對敵人施以準確的咬擊。尖吻蝮主要以小型的哺乳類動物、鳥類及蛙類為食糧。
繁殖方面，尖吻蝮屬於卵生蛇種，母蛇每次能誕下多至24枚的蛇卵並孵育（以身體磨擦蛇卵以提升溫度）。尖吻蝮的幼蛇顏色明顯較淺，紋理比較明亮清晰，不過在其成長的過程中其紋理將會逐漸變暗。

## 毒性
是亞洲最危险的毒蛇之一，主要是因为天性穩重、受到驚擾也會停在原地，僅發出噴氣聲，令人類無法適應其毫无先兆的攻击性。其它毒蛇如眼镜蛇、眼镜王蛇、银环蛇、龜殼花和圆斑蝰等在发起攻击前都会做出醒目的动作来警示，然而尖吻蝮不一样，攻击前没有任何警告動作。且尖吻蝮注毒量巨大，强烈的血循毒素能溶解肌肉和血管，造成组织细胞大面积坏死，会造成被咬伤者截肢乃至死亡。
尖吻蝮其中一個為人熟知的名字是“百步蛇”，意指被尖吻蝮所咬，腳下踏出一百步內血循毒素造成的伤口剧痛而让人难以站立移动从而不能求生获救。有些地方更稱尖吻蝮為「五步蛇」，進一步誇大其毒素的威力，但实际上，该蛇种的单位毒性并不强烈，其对实验白鼠的LD50值为9.2mg/kg，而此蛇的平均排毒量为214毫克。虽然如此，尖吻蝮的危险性并不能忽视，根据长年调查资料显示，由尖吻蝮的咬擊所導致的危險事件甚至死亡事件，至少在亞洲地區确实是较为常见的。这一方面是由于该蛇种个体较大，毒牙较长，咬伤的情形较为严重，一方面也由于该蛇属于排毒量较大的蛇种。台灣方面就有專門對抗尖吻蝮毒素的有效血清。根據美軍報告指出，尖吻蝮的毒素是以蛋白質構成的溶血毒素，而這種毒素更是強烈出血性的。被尖吻蝮咬過後，受害者會出現傷口疼痛及出血的即時現象，繼而會腫大、起泡、組織壞疽以及潰瘍，隨後更會感到暈眩及心跳加速。

## 保护
本种于2023年被收录入《有重要生态、科学、社会价值的陆生野生动物名录》。

## 大眾文化

### 臺灣
尖吻蝮在魯凱族、排灣族有特殊意義，在魯凱族群及排灣族群的信仰文化中具有特殊象徵，也是該民族常使用的圖騰在藝術及日常器具上，往往具備代表整個民族的高尚神格。由於原住民神話中的地位，加上個性穩重不輕易攻擊的莊嚴姿態、美麗獨特的外觀，所以也為之敬重。近年來百步蛇的棲息地因受到嚴重破壞，數量逐漸稀少，在臺灣已被列為二級保育類動物。

### 中國大陸
中國古代文獻中亦有被認為是描述百步蛇的片段，如《太平廣記》所述：「山南五溪黔中，皆有毒蛇，烏而反鼻，蟠于草中。其牙倒勾，去人數步，直來，疾如激箭。螫人立死，中手即斷手，中足即斷足，不然則全身腫爛，百無一活，謂蝮蛇也。」與及唐代文學家柳宗元名篇《捕蛇者說》所述：「永州之野產異蛇，黑質而白章，觸草木盡死，以嚙人，無御之者。」

## 備註
1. ↑  . The IUCN Red List of Threatened Species.
2. 1 2 3  McDiarmid RW、Campbell JA、Touré T：《Snake Species of the World: A Taxonomic and Geographic Reference, vol. 1》頁511，Herpetologists' League，1999年。ISBN 1-893777-00-6
3. 1 2 3 4 5 6 7 8  Mehrtens JM：《Living Snakes of the World in Color》頁480，紐約：Sterling Publishers，1987年。ISBN 0-8069-6460-X
4. 1 2 3 4  .   [2008-07-17]. （原始内容存档于2009-07-26）.
5. ↑  . ITIS. 2006  [3 November, 2006].
6. ↑  . ITIS. 2006  [3 November, 2006].
7. ↑  Gloyd HK、Conant R：《Snakes of the Agkistrodon Complex: A Monographic Review》頁614，爬蟲類研究社，1990年。LCCN 89-50342，ISBN 0-916984-20-6
8. ↑  赵尔宓、黄美华等主编《中国动物志 爬行纲 第三卷》科学出版社1998年版 390页
9. ↑  . 中华人民共和国中央人民政府. 2023-06-26  [2023-11-12]. （原始内容存档于2023-10-09）.
10. ↑  .   [2008-07-21]. （原始内容存档于2009-11-22）.
11. ↑  .   [2008-07-21]. （原始内容存档于2018-10-05）.

## 外部連結
- 蘄蛇 中藥材圖像數據庫  (香港浸會大學中醫藥學院) （中文）（英文）
- 蘄蛇 Qi She （页面存档备份，存于） 中藥標本數據庫 (香港浸會大學中醫藥學院) （繁體中文）（英文）
- （英文）TIGR爬蟲類資料庫：尖吻蝮屬 （页面存档备份，存于）
- 台灣：百步蛇圖紋對排灣族的意義
- 關於台灣魯凱族百步蛇圖紋 （页面存档备份，存于）